# Modelo de adsorção de Langmuir

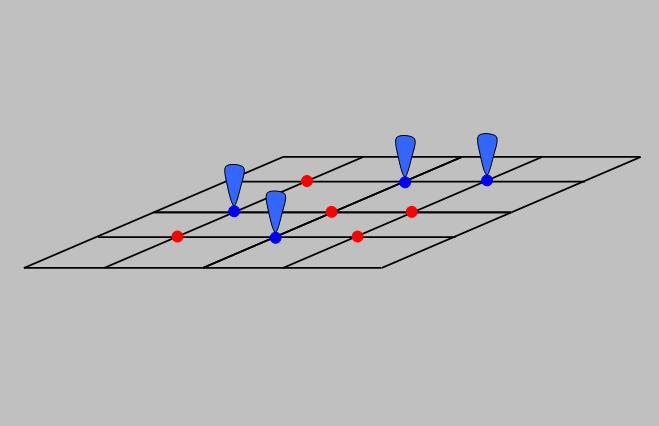
Fig.1 Um esquema mostrando sítios equivalentes, ocupados (azul) e inocupados (vermelho), clarificando os pressupostos básicos utilizados no modelo. Os sítios de adsorção são equivalentes e podem possuir ocupação pro unidade. Além disso, o adsorbato é imóvel na superfície.

O modelo de adsorção de Langmuir explica adsorção assumindo que um adsorbato comporta-se como um gás ideal em condições isotérmica. Nessas condições, a pressão parcial do adsorvato, {\displaystyle p_{A}}, é relacionada ao seu volume {\displaystyle V}, adsorvido em um adsorvente sólido. O adsorvente, como indicado na Figura 1, é assumido como uma superfície sólida ideal composta de sítios distintos capazes de ligarem o adsorbato. A ligação do adsorvato é tratada como uma reação química entre a molécula de adsorvato {\displaystyle A_{g}} e um sítio vazio, {\displaystyle S}. Essa reação rende um complexo adsorvido  {\displaystyle A_{ad}}  com uma constante de equilíbrio associada {\displaystyle K_{eq}}
Desse pressuposto, a isoterma de Langmuir pode ser derivada, que afirma que:
onde {\displaystyle \theta _{A}}é a fração de ocupação dos sítios de adsorção e  {\displaystyle V_{m}} é o volume da monocamada. Uma monocamada de moléculas de gás em torno de um sólido é a base conceitual para esse modelo de adsorção.
A isoterma de Langmuir é formalmente equivalente a equação de Hill em bioquímica.

## Antecedentes e experimentos
Em 1916, Irving Langmuir apresentou seu modelo de adsorção de espécies em superfícies simples, recebendo o Nobel em  1932 por seu trabalho em química de superfícies. Ele hipotetizou que uma dada superfície possui um certo número de sítios equivalentes que podem "grudar" uma molécula, tanto por fisisorção (physisorption) quanto quimiossorção (chemisorption) Sua teoria começou com a postulação que moléculas gasosas não ricocheteiam elasticamente de uma superfície, mas são seguradas por ela de forma semelhante a grupos de moléculas em sólidos .
Langmuir publicou dois papers que providenciaram o pressuposto que filmes adsorvidos não excedem uma molécula em espessura. O primeiro experimento envolvia a observação de emissão de elétrons por filamentos aquecidos em gases.  O segundo, uma prova mais direta, examinou e mediu os filmes de um líquido em uma camada superficial adsorvente. Ele também notou que, de forma geral, que a força de atração entre as superfícies e a primeira camada de substâncias adsorvidas é muito maior que a força entre a primeira e a segunda camadas. Contudo, há instâncias nas quais as camadas subsequentes podem condensar, devido à combinação adequada de temperatura e pressão.
O dado empírico mais importante partiu de uma bateria de experimentos nos quais Langmuir testou a adsorção de diversos gases em mica, vidro e platina. Os experimentos começaram a pressões muito baixas (~100 bar), para medir com mais facilidade as mudanças nas quantidades de gases livres e também para evitar condensação. Ele então correu os experimentos em diferentes temperaturas e pressões, que provaram a dependência de pressão demonstrada abaixo.

## Pressupostos básicos do modelo
De forma inerente ao modelo, os seguintes pressupostos são válidos para caso mais simples: a adsorção de um único adsorvato em uma série de sítios equivalentes na superfície de um sólido.
1. A superfície que contém os sítios de adsorção é perfeitamente plana, sem ondulações (assumindo uma superfície homogênea)
2. O gás adsorvido adsorve-se em um estado imóvel
3. Todos os sítios são equivalentes
4. Cada sítio pode conter, no máximo, uma molécula de A (cobertura monocamada)
5. Não há interação entre moléculas de adsorbato em sítios adjacentes

## Derivações da Isoterma de Adsorção de Langmuir

### Derivação cinética
Essa seção  traz uma derivação cinética para um caso de um único adsorvato. O caso dos múltiplos adsorvatos é coberto na seção de adsorção competitiva. O modelo assume adsorção e dessorção como processos elementares, onde a taxa de adsorção rad e a de ressorção rd são dadas por:
onde PA é a pressão parcial de A na superfície, [S] é a concentração de sítis vazios em número/m², [Aad]  é a concentração de moléculas A na superfície em molecules/m², e kad e kd são constantes.
No equilíbrio, a taxa de adsorção é igual à taxa de dessorção. Colocando rad=rd  e rearranjando, obtemos:
A concentração de todos os sítios [S0] é a soma da concentração de sítios livres [S] e de sítios ocupados:
Combinando isso com a equação de equilíbrio, nós obtemos:
Agora definimos a fração dos sítios de superfície cobertos com  A, θA, como:
Isso, aplicado a equação de equilíbrio prévia que combinava o balanceamento de sítios e o equílibrio, obtém-se a  isoterma de adsorção de Langmuir:

### Derivação estatística mecânica
A derivação estatística mecânica foi originalmente desenvolvida por Volmer eMahnert em 1925.
A função de partição de um número finito de adosrventes adsorvidos em uma superfície em um conjunto canônico é dado por
onde {\displaystyle \zeta _{L}}  é a função de partição de uma única molécula adsorvida e {\displaystyle N_{S}} é o número de sítios disponíveis para adsorção. Sendo assim, N, que é o número de moléculas que podem ser adrsorvidas, pode ser menor ou igual a  Ns. O primeiro termo de Z(n) leva em conta a função de partição total das diferentes moléculas através da obtenção do produto das funções de partiçção individuaiss (veja função de partiçã de subsistemas). O segundo termo leva em consideração o "overcounting" que surge devido à natureza indistinguível dos sítios de adsorção. A grande função canônica de partição é dada por
Como ela possui a forma de uma série binomial, a somação é reduzida a  
onde {\displaystyle x\,=\,\zeta _{L}\exp \left({\frac {\mu }{k_{B}T}}\right)}
A energia livre de Landau, que é a energia livre de Helmholtz generalizada, é dada por 
De acordo com as  relações de Maxwell relacionadas à mudança de energia livre de Helmholtz em relação ao potential químico,
que fornece
Agora, invocando a condição que o sistema é em equilíbrio, o potencial químico dos adsorvatos é igual a do gás em torno do absorvente.

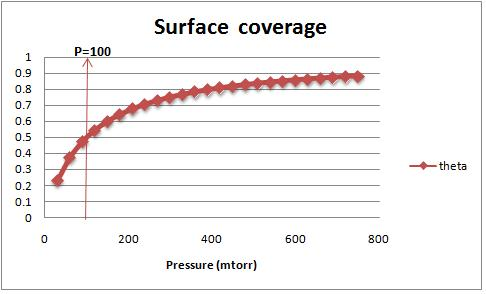
Um gráfico da cobertura de superfície θ_{A} = P/(P+P_{0}) em relação à pressão parcial do adsorvato. P_{0} = 100mtorr. O gráfico mostra o nivelamento da cobertura de superfície em pressões maiores que P_{0}.

onde N3D é o número de moléculas de gás, Z3D é a função de partição das moléculas de gás e Ag=-kBT ln Zg. Logo,
onde
{\displaystyle P_{0}={\frac {k_{B}T}{\zeta _{L}}}\left({\frac {2\pi mk_{B}T}{h^{2}}}\right)^{3/2}}
Finalmente temos
Ele está plotado na figura demonstrando que a cobertura da superfície aumenta rapidamente com a pressão parcial do adsorvente, mas nivela-se após  P atingir P0.